# Stolzenau
Stolzenau är en kommun i Landkreis Nienburg/Weser i Niedersachsen. Stolzenau, som har cirka 8 000 invånare, har anor från 1300-talet.
Kommunen bildades 1 mars 1974 genom en sammanslagning av de tidigare kommunerna Anemolter, Diethe, Frestorf, Hibben, Holzhausen, Müsleringen, Nendorf och Schinna med Stolzenau.
Kommunen ingår i kommunalförbundet Samtgemeinde Mittelweser tillsammans med ytterligare fyra kommuner.